# 松潘路
松潘路是中華人民共和國上海市楊浦區一條西北-東南走向道路，北起杭州路，南至杨树浦路。沿途有松茂里、松茂坊、松潘车行。路名來自於四川省阿坝州松潘縣。道路全长536米，宽14.7米至15.3米，车行道宽9.7米。清朝宣统三年（1911年），當局规划道路並命名基达路（Quetta Road），又作开答路。中華民国4年（1915年）又改名為松潘路。中華民国14年（1925年）道路建成。